# Britelo (Ponte da Barca)
Britelo é uma povoação portuguesa sede da Freguesia de Britelo do Município de Ponte da Barca, freguesia com 12,90 km² de área e 379 habitantes (censo de 2021), tendo, por isso, uma densidade populacional de 29,4 hab./km².

## Demografia
A população registada nos censos foi:
| Distribuição da População por Grupos Etários | Distribuição da População por Grupos Etários | Distribuição da População por Grupos Etários | Distribuição da População por Grupos Etários | Distribuição da População por Grupos Etários |
| -------------------------------------------- | -------------------------------------------- | -------------------------------------------- | -------------------------------------------- | -------------------------------------------- |
| Ano                                          | 0-14 Anos                                    | 15-24 Anos                                   | 25-64 Anos                                   | > 65 Anos                                    |
| 2001                                         | 103                                          | 72                                           | 269                                          | 170                                          |
| 2011                                         | 28                                           | 59                                           | 245                                          | 153                                          |
| 2021                                         | 23                                           | 26                                           | 187                                          | 143                                          |

## História
Teria uma estátua de guerreiro galaico, à qual a superstição popular atribuíria poderes meteorológicos. Possivelmente destruída pelo abade local, António Toscano de Lima.

## Património
- Necrópole Megalítica da Serra Amarela

## Indústrias
- Electra del Lima